# Richard Lineback
Richard Lineback (* 4. Februar 1952 in Frankfurt am Main) ist ein US-amerikanischer Schauspieler.

## Biografisches
Richard Lineback wurde als Sohn US-amerikanischer Eltern in Frankfurt geboren, wo sein Vater als Militärarzt und Offizier der US-Army stationiert war. Seine ersten zwölf Lebensjahre verbrachte er in Deutschland. 1965 zog die Familie zurück in die USA und wurde in Austin sesshaft, wo sein Vater eine eigene Arztpraxis eröffnete. Erste schauspielerische Erfahrungen sammelte Lineback während seiner Highschool-Zeit in Schulaufführungen. Später studierte er an der University of Texas at Austin und zog anschließend nach Kalifornien, wo er hoffte, seine Leidenschaft zum Beruf machen zu können.
1975 wurde Lineback  in Burbank Mitglied der Colony Theatre Company und sammelte in Bühnenstücken erste Berufserfahrung als Theaterschauspieler. Für seine Darstellung in dem Stück Baby Dance, in dem er unter anderem an der Seite von Linda Purl und Stephanie Zimbalist agierte und welches am Pasadena Playhouse uraufgeführt worden war, wurde er für einen Los Angeles Drama Critics Circle Award in der Kategorie Best Actor nominiert.
Sein Debüt als Filmdarsteller hatte er 1980 in der Filmbiografie Joni, welche das Leben der Schriftstellerin Joni Eareckson Tada nachskizziert. Ein Jahr später konnte er in dem Westerndrama Jodie – Irgendwo in Texas eine Nebenrolle übernehmen. Eine weitere Nebenrolle folgte 1985 im Slasher-Film Freitag der 13. – Ein neuer Anfang. Mit dem Regisseur Jan de Bont arbeitete er zweimal zusammen; einmal in dem Actionfilm Speed (1994) sowie in dem Katastrophenfilm Twister (1996). Weitere nennenswerte Filmrollen hatte Lineback in Oliver Stones Natural Born Killers (1994), im Actionthriller Der Schakal (1997) sowie im Horrorfilm Ring (2002).
Neben seiner Filmarbeit konnte sich Lineback seit Ende der 1970er Jahre auch als aktiver Fernsehschauspieler etablieren und absolvierte Auftritte in einer ganzen Reihe bekannter Serien. Zu diesen zählen unter anderen Love Boat, M*A*S*H, Die Waltons, Die Fälle des Harry Fox, Knight Rider, T. J. Hooker, Knight Rider, Matlock, Hunter, Dallas, New York Cops – NYPD Blue, Ein Hauch von Himmel, JAG – Im Auftrag der Ehre und auch mehrere Serien des Star-Trek-Franchises. Linebacks Fernsehauftritte waren zum überwiegenden Teil Gastrollen in einzelnen Episoden.
Lineback lebt und arbeitet derzeit in Los Angeles.

## Filmografie
- 1978: Love Boat (Fernsehserie, 2 Folgen)
- 1978: James at 15 (Fernsehserie, 1 Folge)
- 1979–1982: M*A*S*H (Fernsehserie, 2 Folgen)
- 1980: Joni
- 1980: Mister Kill (Fernsehfilm)
- 1980: Gideon’s Paukenschlag (Fernsehfilm)
- 1980: When the Whistle Blows (Fernsehserie, 1 Folge)
- 1980: Riding for the Pony Express (Fernsehfilm)
- 1980: Die Waltons (Fernsehserie, 1 Folge)
- 1981: Walking Tall (Fernsehserie, 1 Folge)
- 1981: Jodie – Irgendwo in Texas
- 1981: Fantasy Island (Fernsehserie, 1 Folge)
- 1982: Lou Grant (Fernsehserie, 1 Folge)
- 1982: Johnny Belinda (Fernsehfilm)
- 1982: T.J. Hooker (Fernsehserie, 1 Folge)
- 1983: Der einsame Kampf der Sarah Bowman (Fernsehfilm)
- 1984: Knight Rider (Fernsehserie, 1 Folge)
- 1984: Ich bin kein Mörder (Fernsehserie, 2 Folgen)
- 1985: Freitag der 13. – Ein neuer Anfang (Friday the 13th: A New Beginning)
- 1985: Alfred Hitchcock präsentiert (Fernsehserie, 1 Folge)
- 1985: Hardcastle & McCormick (Fernsehserie, 1 Folge)
- 1985: Die Fälle des Harry Fox (Fernsehserie, 1 Folge)
- 1985: Verfeindet bis aufs Blut (Fernsehserie, 1 Folge)
- 1986: Matlock (Fernsehserie, 1 Folge)
- 1986: Return to Mayberry (Fernsehfilm)
- 1986: Die Stewardessen Academy
- 1986–1989: Hunter (Fernsehserie, 3 Folgen)
- 1987: MacGyver (Fernsehserie, 1 Folge)
- 1987: Max Headroom (Fernsehserie, 1 Folge)
- 1987: Die glorreichen Zwei (Fernsehserie, 1 Folge)
- 1987: Beyond the Next Mountain
- 1988: Der Brady-Skandal (Fernsehfilm)
- 1988: Raumschiff Enterprise – Das nächste Jahrhundert (Fernsehserie, 1 Folge)
- 1988: Vietnam War Story  (Fernsehserie, 1 Folge)
- 1988: Feuersturm und Asche (Fernsehserie, 1 Folge)
- 1989: Zeit der Sehnsucht (Fernsehserie, 2 Folgen)
- 1989: Ein Mann, ein Colt, vier Kinder (Fernsehserie, 1 Folge)
- 1990: Blinder Hass (Fernsehfilm)
- 1990: China Beach (Fernsehserie, 1 Folge)
- 1991: Dallas (Fernsehserie, 1 Folge)
- 1992: Schuld kennt kein Vergessen (Fernsehfilm)
- 1992: Der Bulle und die Stripperin (Fernsehfilm)
- 1993: Sommersby
- 1993: Star Trek: Deep Space Nine (Fernsehserie, 1 Folge)
- 1993: Raven (Fernsehserie, 1 Folge)
- 1993: Die Verschwörer (Fernsehserie, 1 Folge)
- 1994: New York Cops – NYPD Blue (Fernsehserie, 1 Folge)
- 1994: Stephen Kings The Stand – Das letzte Gefecht (Fernsehfilm)
- 1994: Speed
- 1994: Natural Born Killers
- 1995: Der wunderliche Mr. Cox
- 1995: Das tödliche Dreieck (Fernsehfilm)
- 1995: Josh Kirby: Time Warrior! Chap. 2: The Human Pets (Direct-to-Video)
- 1996: Twister
- 1996: Tin Cup
- 1997: Der Schakal
- 1997: Blutiges Spiel
- 1998: Eisige Stille
- 1998: Road Trip ins Chaos
- 1998: Baby Blues (Fernsehfilm)
- 1999: Varsity Blues
- 1999: Dangerous Evidence: The Lori Jackson Story (Fernsehfilm)
- 2000: Ready to Rumble
- 2000: Ein Hauch von Himmel (Fernsehserie, 1 Folge)
- 2002: King of Texas (Fernsehfilm)
- 2002: Ring
- 2003: Star Trek: Enterprise (Fernsehserie, 1 Folge)
- 2005: J.A.G. – Im Auftrag der Ehre (Fernsehserie, 1 Folge)
- 2007: McBride: Dogged (Fernsehfilm)
- 2008: Navy CIS (Fernsehserie, 1 Folge)
- 2012: Justified (Fernsehserie, 1 Folge)